# Ricardo de la Vega
Ricardo de la Vega (Madrid, 1839-ibídem, 22 de junio de 1910) fue un dramaturgo español, hijo del también escritor Ventura de la Vega, y uno de los creadores del género chico musical.

## Biografía

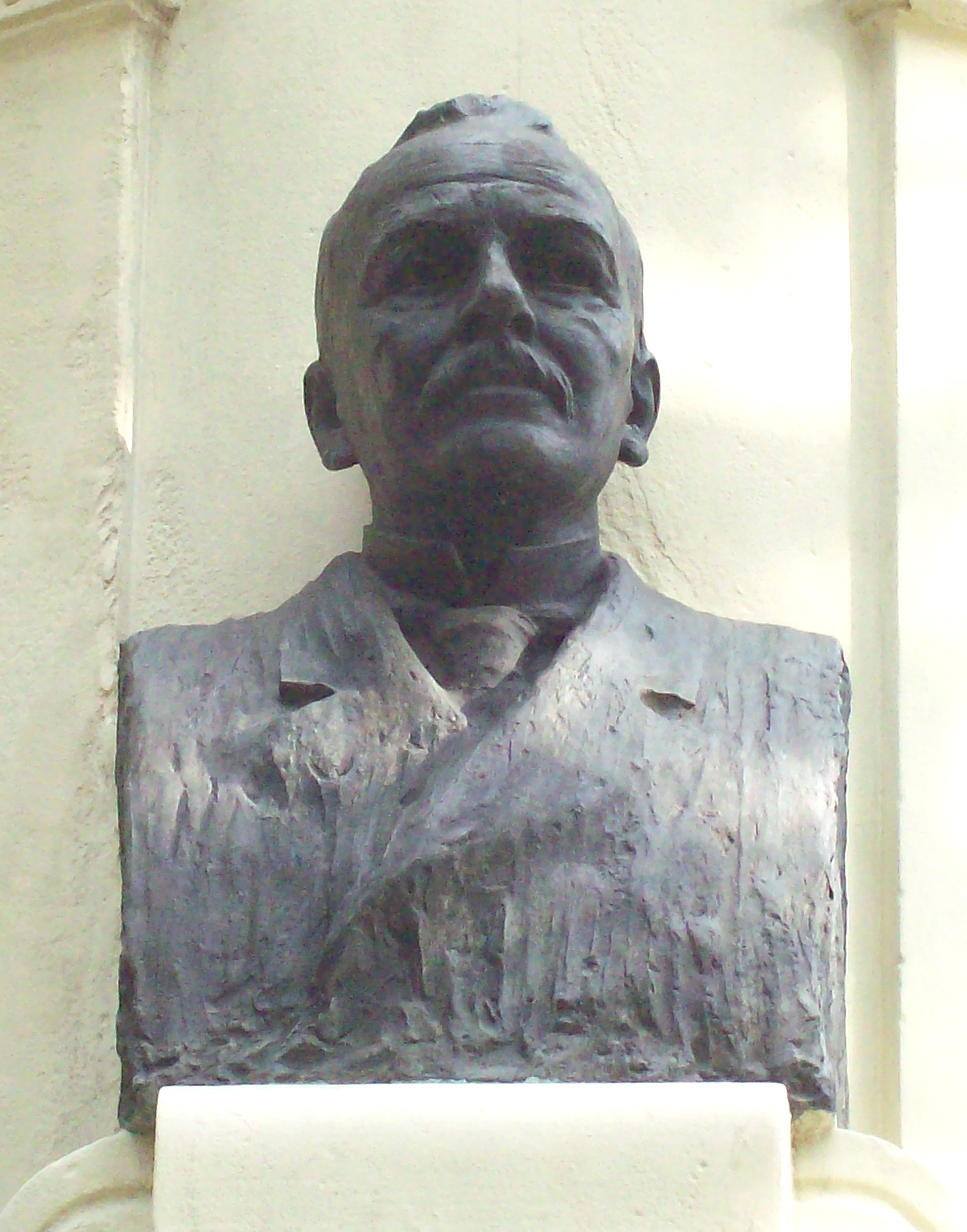
Busto de Ricardo de la Vega en Madrid por L. Coullaut, en 1913.

Sin estudios superiores, compaginó distintos puestos en la administración pública con colaboraciones periodísticas en el Diario del Pueblo o El Liberal, entre otros, y con el oficio de autor teatral, en el que se inició por influjo de su padre, Ventura de la Vega. A pesar de que el éxito en las tablas le llegó tarde, tiene en su haber una extensa producción dramática; su genio creador brilló especialmente en el género chico, llevándolo a la categoría literaria.
Contribuyó a la recuperación del sainete en Madrid con algunas piezas (Los baños del Manzanares, 1875; A las puertas de la iglesia, 1876; Vega, el peluquero, 1877), en 1880 Federico Chueca puso música a su sainete La canción de la Lola. Al sainete que por muchos es llamado el único género del teatro por horas se le sumó música nueva y Ricardo de la Vega se erige como iniciador del nuevo género sainetero musical.
Otros sainetes líricos del libretista son De Getafe al paraíso o La familia del tío Maroma (1883); La abuela (1884), Pepa la frescachona o El colegial desenvuelto (1886); El señor Luis el Tumbón o Despacho de huevos frescos (1891) y la archifamosísima La verbena de la Paloma o El boticario y las chulapas y celos mal reprimidos que es la obra que más fama y dinero le reporta, (de 1894, con música de Tomás Bretón) y dedicada a las fiestas de la Paloma en Madrid. 
Aunque es verdad que destacó en el sainete, cultivó también la otros géneros como el Juguete cómico (Los dos primos, 1860; Una noche en el Retiro, 1873) y la revista lírica (Cuatro sacristanes, 1875, bufa; Una jaula de locos, 1876; ¡A los toros!, 1877 y tal vez la más famosa, El año pasado por agua, 1889, con música de Federico Chueca y Joaquín Valverde Durán).